# Спєранська Ольга Олександрівна
Ольга Спєранська (рос. Ольга Сперанская) — російська вчена і еколог. З 1997 року є директором програми хімічної безпеки Центру екології та сталого розвитку «Еко-Акорд» у Москві, має ступінь магістерки геофізики МДУ та доктора фізики навколишнього середовища Російської академії наук. З 2010 по 2018 рік була співголовою Міжнародної мережі з ліквідації СОЗ. Спєранська очолювала багато кампаній проти використання органічних забруднювачів, боролася за заборону поховання та транспортування небезпечних хімічних речовин, а також надала інформацію урядовцям, які приймають рішення щодо змін політики в багатьох країнах.
Екологічна активність Спєранської почалася в 1990-х роках, коли Financial Times надрукувала її есе, в якому висвітлювала токсичні екологічні проблеми, викликані розпадом Радянського Союзу. Коли Радянський Союз розпався в 1991 році, тисячі тонн застарілих хімікатів і пестицидів, таких як ДДТ, які були заборонені на Заході, залишилися розкидані по Східній Європі, Кавказу та Центральній Азії. Неналежне зберігання та тривалий період дозволили їм вимиватися в ґрунтові води та споживатися людьми та тваринами, що призводило до вроджених вад та проблем зі здоров'ям. Проблему посилює той факт, що запаси були залишені в бідних сільськогосподарських громадах, де селяни збирають хімікати для використання на своїх посівах і садах, а в деяких частинах Азії вони використовуються для того, щоб фрукти довше залишалися свіжими, продаються на відкритих ринках жінками та дітьми та зберігаються разом із харчовими продуктами.

Ольга зазначила, що проблема наростала до такої міри, що владі знадобився серйозний поштовх для очищення цих об'єктів. Протягом багатьох років Спєранська тиснула на Москву через свою роботу в Центрі «Еко-Згода», незалежному охоронному органі охорони навколишнього середовища, вимагаючи від неї захистити запаси хімічних речовин і прибрати величезний безлад, залишений СРСР. Вона також поінформувала багатьох людей про небезпеку, яку представляють хімічні речовини, і об'єднала десятки неурядових організацій та груп активістів, щоб сформувати мережу адвокації. Вона сказала:
Люди в місті чи селі не розуміли зв'язку між вродженими вадами чи проблемами зі здоров'ям та хімічним сміттєзвалищем на їхньому подвір'ї. Там не було ніякої інформації. Ми почали з розповсюдження інформації, бо зрозуміли, що потрібно будувати цей інформаційний міст до людей. Найбільшим результатом було те, що люди почали … вимагати дій.— 
Її діяльність мала вплив на ратифікацію Стокгольмської конвенції про стійкі органічні забруднювачі щонайменше 128 країнами та більшістю колишніх радянських держав; його підписав тодішній президент Володимир Путін, але Російська Федерація ще тйк його і не ратифікувала. Завдяки тиску неурядових організацій, які вона об'єднала, дев'ять із дванадцяти країн регіону беруть участь у глобальних зустрічах Конвенції.
У 2015 році Ольга відвідала Міжнародну конференцію Програми ООН з навколишнього середовища з управління хімічними речовинами, на якій взяли участь понад 800 делегатів від промисловості, громадянського суспільства та міністрів. В результаті конференції було досягнуто домовленості про заходи щодо зниження ризику для управління впливом токсичних хімічних речовин на людей та навколишнє середовище. Вона була задоволена угодою, але не була впевнена, чи можна її реалізувати, оскільки запропонований проект потребував фінансування у розмірі 100 мільйонів доларів США, але на той момент було лише 27 мільйонів.
Спєранська каже, що російські компанії все ще апатично ставляться до навколишнього середовища, а державне регулювання слабке, але вона зберігає надію.  «Навколишнє середовище виходить за межі будь-яких політичних питань», — каже вона. «Нам потрібно продовжувати працювати — боротися з цією спадщиною і не дати владі зробити її ще більшою». 

## Визнання
Завдяки своїй екологічній роботі Сперанська стала лауреаткою екологічної премії Голдмана у 2009 році, а в 2011 році вона була названа Програмою ООН з навколишнього середовища однією з чемпіонів Землі.